# Diocesi di Byumba
La diocesi di Byumba (in latino Dioecesis Byumbana) è una sede della Chiesa cattolica in Ruanda suffraganea dell'arcidiocesi di Kigali. Nel 2022 contava 801.689 battezzati su 1.686.141 abitanti. È retta dal vescovo Papias Musengamana.

## Territorio
La diocesi comprende le vecchie province di Umatare e Byumba, in Ruanda, che corrispondono alle attuali suddivisioni amministrative: nella Provincia Settentrionale il distretto di Gicumbi e parte dei distretti di Rulindo e di Burera; e nella Provincia Orientale i distretti di Nyagatare e di Gatsibo
Sede vescovile è la città di Byumba, dove si trova la cattedrale del Cuore Immacolato di Maria.
Il territorio si estende su 5.100 km² ed è suddiviso in 23 parrocchie.

## Storia
La diocesi è stata eretta il 5 novembre 1981 con la bolla Quandoquidem experientia di papa Giovanni Paolo II, ricavandone il territorio dalle diocesi di Kabgayi, di Kibungo e di Ruhengeri.
Nella guerra civile che vide coinvolto il Ruanda nella prima metà degli anni novanta del XX secolo, trovò la morte, tra gli altri, il vescovo Joseph Ruzindana.

## Cronotassi dei vescovi
Si omettono i periodi di sede vacante non superiori ai 2 anni o non storicamente accertati.
- Joseph Ruzindana † (5 novembre 1981 - 7 giugno 1994 deceduto)[1]
- Servilien Nzakamwita (13 marzo 1996 - 28 febbraio 2022 ritirato)
- Papias Musengamana, dal 28 febbraio 2022

## Statistiche
La diocesi nel 2022 su una popolazione di 1.686.141 persone contava 801.689 battezzati, corrispondenti al 47,5% del totale.
| anno | popolazione | popolazione | popolazione | presbiteri | presbiteri | presbiteri | presbiteri                | diaconi | religiosi | religiosi | parrocchie |
| anno | battezzati  | totale      | %           | numero     | secolari   | regolari   | battezzati per presbitero | diaconi | uomini    | donne     | parrocchie |
| ---- | ----------- | ----------- | ----------- | ---------- | ---------- | ---------- | ------------------------- | ------- | --------- | --------- | ---------- |
| 1990 | 304.570     | 811.428     | 37,5        | 35         | 16         | 19         | 8.702                     |         | 38        | 80        | 11         |
| 1999 | 388.484     | 1.016.796   | 38,2        | 30         | 19         | 11         | 12.949                    |         | 23        | 104       | 13         |
| 2000 | 405.928     | 1.025.416   | 39,6        | 31         | 22         | 9          | 13.094                    |         | 18        | 101       | 13         |
| 2001 | 433.878     | 1.068.116   | 40,6        | 35         | 27         | 8          | 12.396                    |         | 16        | 105       | 13         |
| 2002 | 459.885     | 1.121.064   | 41,0        | 39         | 33         | 6          | 11.791                    |         | 14        | 104       | 13         |
| 2003 | 474.441     | 1.140.825   | 41,6        | 38         | 30         | 8          | 12.485                    |         | 19        | 101       | 13         |
| 2004 | 492.933     | 1.180.522   | 41,8        | 42         | 33         | 9          | 11.736                    |         | 19        | 119       | 13         |
| 2006 | 538.181     | 1.234.955   | 43,6        | 48         | 41         | 7          | 11.212                    |         | 19        | 130       | 17         |
| 2012 | 667.181     | 1.383.910   | 48,2        | 57         | 50         | 7          | 11.704                    |         | 25        | 121       | 17         |
| 2013 | 682.998     | 1.418.806   | 48,1        | 63         | 57         | 6          | 10.841                    |         | 19        | 137       | 17         |
| 2015 | 700.672     | 1.454.923   | 48,2        | 79         | 66         | 13         | 8.869                     |         | 32        | 142       | 19         |
| 2018 | 734.190     | 1.489.900   | 49,3        | 91         | 76         | 15         | 8.068                     |         | 33        | 125       | 20         |
| 2020 | 775.106     | 1.628.223   | 47,6        | 103        | 87         | 16         | 7.525                     |         | 31        | 122       | 21         |
| 2022 | 801.689     | 1.686.141   | 47,5        | 108        | 91         | 17         | 7.423                     |         | 35        | 152       | 23         |